# Оле Ворм
Оле Ворм (дан. Ole Worm; 13 (23) травня 1588; Орхус, Центральна Ютландія, Данія — 31 серпня (10 вересня) 1655; Копенгаген, Данія) — данський медик, колекціонер, натураліст.
Народився в Орхусі, навчався у Марбурзькому університеті (1605), здобув ступінь доктора медицини в Базельському університеті (1611) та ступінь магістра гуманітарних наук у Копенгагенському університеті (1617). Надалі залишався в Копенгагені, викладав латину, грецьку мову, фізику та медицину.
У медицині основні роботи присвячені ембріології.
У літературі Ворм відомий кількома трактатами, присвяченими скандинавським рунам. Досліджував кам'яні гробниці та кургани залізної та бронзової доби у Мекленбурзі, спираючись переважно на роботи археолога Ніколаса Маршалка. Як натураліст прославився великою колекцією: від опудал тварин до різних старожитностей з Нового Світу. Гравюри експонатів колекції, забезпечені їх описами, склали працю «Museum Wormianum», опубліковану 1655 року, вже після смерті Ворма.
У спелеології відомий як автор термінів сталактит і сталагміт, вперше в літературі згаданих у «Museum Wormianum».